# Erich Auerbach
Erich Auerbach (Berlim, 9 de Novembro de 1892 - Wallingford 13 de Outubro de 1957) foi um filólogo alemão e estudioso de literatura comparada assim como crítico de literatura. Seu trabalho mais conhecido é Mimesis, uma história da representação na literatura ocidental dos tempos antigos até os modernos. 
Auerbach, que era judeu, foi estudante da tradição filólogica alemã e se tornaria eventualmente, junto com Leo Spitzer, um dos seus maiores representantes. Depois de participar de combates na Primeira Guerra Mundial, conseguiu seu doutorado em 1921 e se tornou membro da Faculdade de Filologia na Universidade de Marburg, publicando seu aclamado estudo chamado Dante: Poeta do Mundo Secular. Com a ascensão do Nazismo, entretanto, Auerbach foi forçado a abandonar essa posição em 1935. Exilado da Alemanha, ele residiu em Istambul, Turquia, onde escreveu Mimesis: A Representação da Realidade na Literatura Ocidental (1946), considerado sua obra-prima.
Ele posteriormente mudou-se para os Estados Unidos em 1947, ensinando na Universidade Estadual da Pennsylvania e então trabalhando no Instituto de Estudos Avançados; finalmente investiu-se como Professor de Filologia Românica na Universidade de Yale em 1950, uma posição que manteve até sua morte em 1957. Enquanto esteve lá, foi orientador de doutorado de Fredric Jameson.